# Pierre Thorsson
Pierre Roger Valdemar Thorsson (Linköping, 21 giugno 1966) è un ex pallamanista svedese.

## Palmarès

### Olimpiadi
- 3 medaglie:
  - 3 argenti (Barcellona 1992; Atlanta 1996; Sydney 2000)